# Villanueva (Venezuela)
Pour les articles homonymes, voir Villanueva.
Villanueva est la capitale de la paroisse civile d'Hilario Luna y Luna de la municipalité de Morán de l'État de Lara au Venezuela. 